# Río Saona
El río Saona (en francés, la Saône, pronunciado /laˈsoːn/) es un río del este de Francia, el principal afluente del río Ródano, desde el norte. Tiene una longitud de 480 km, y drena una amplia cuenca de 29 950 km². Su principal afluente es el río Doubs.

## Geografía

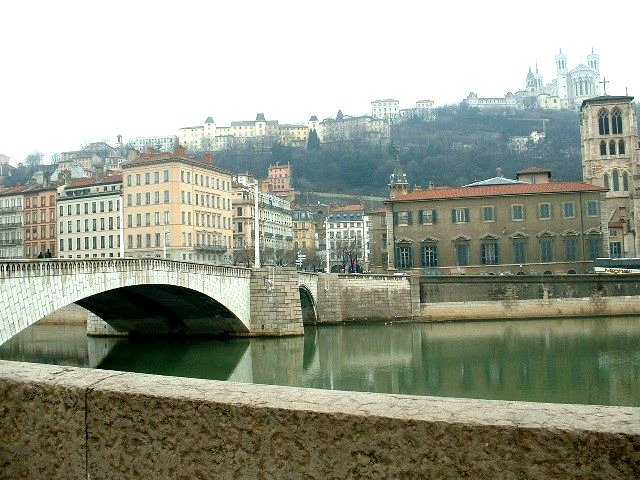
Vista del río Saona a su paso por Lyon.

El río Saona nace en Vioménil, en los montes Faucilles, en el departamento de los Vosgos a 392 m de altitud y desemboca en el Ródano en Lyon.
Antes de la confluencia con el río Doubs, situada en Verdun-sur-le-Doubs en el departamento de Saona y Loira, el Saona es llamado pequeño Saona, lo que muestra la fuerte contribución del afluente del Franco Condado.
Su antiguo nombre antes de la época romana era Arar, desdoblado de la raíz indoeuropea ar = agua, ya que al fluir tan lentamente, es difícil a veces ver el sentido del agua (según César en De Bello Gallico). En época clásica se llamaba Araris. Su nombre actual proviene de una fuente de agua sagrada situada en Chalon, cuyo nombre fue dado al conjunto del río por los legionarios romanos.

## Departamentos y principales ciudades atravesadas

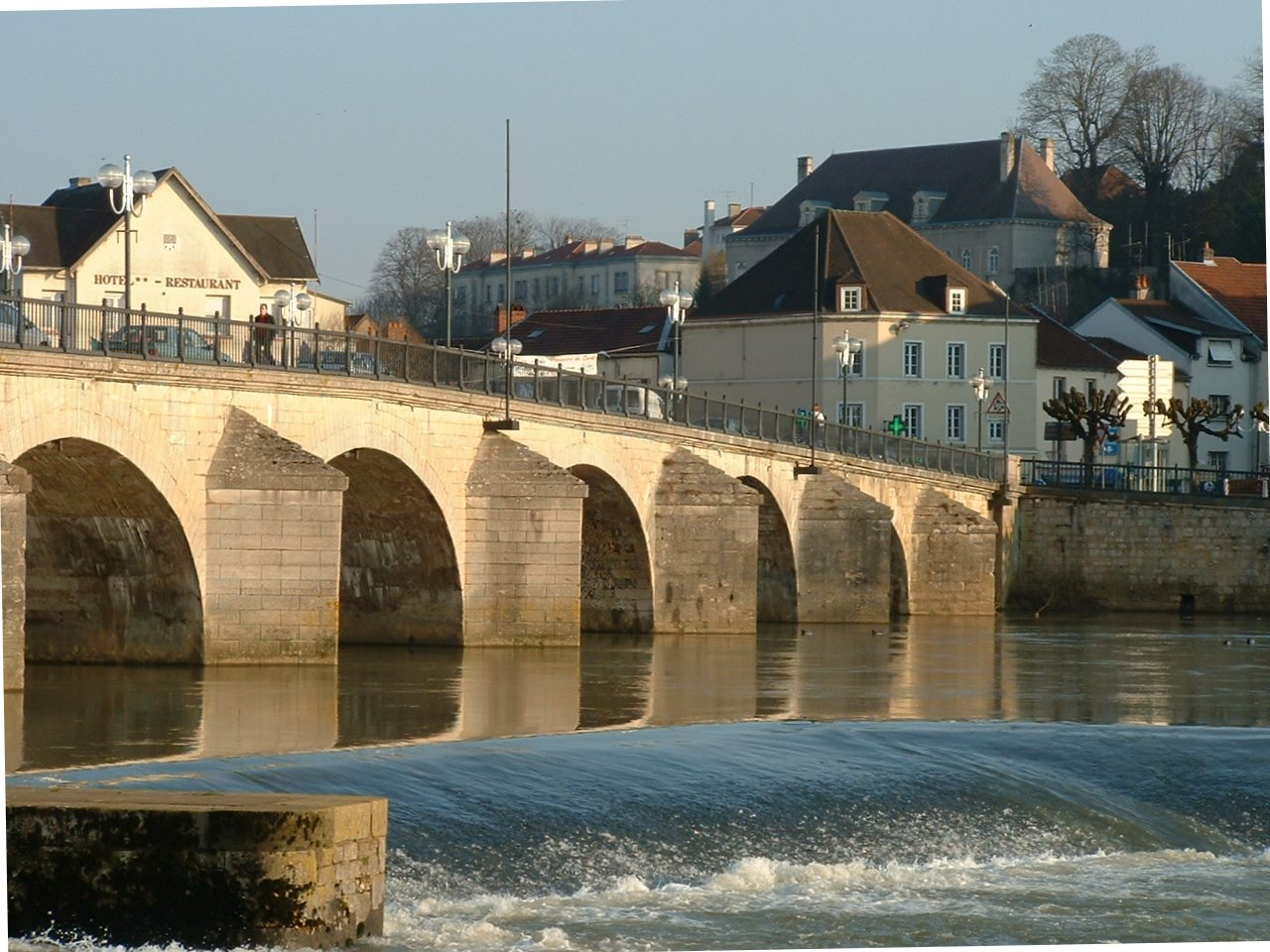
El puente principal en Gray.

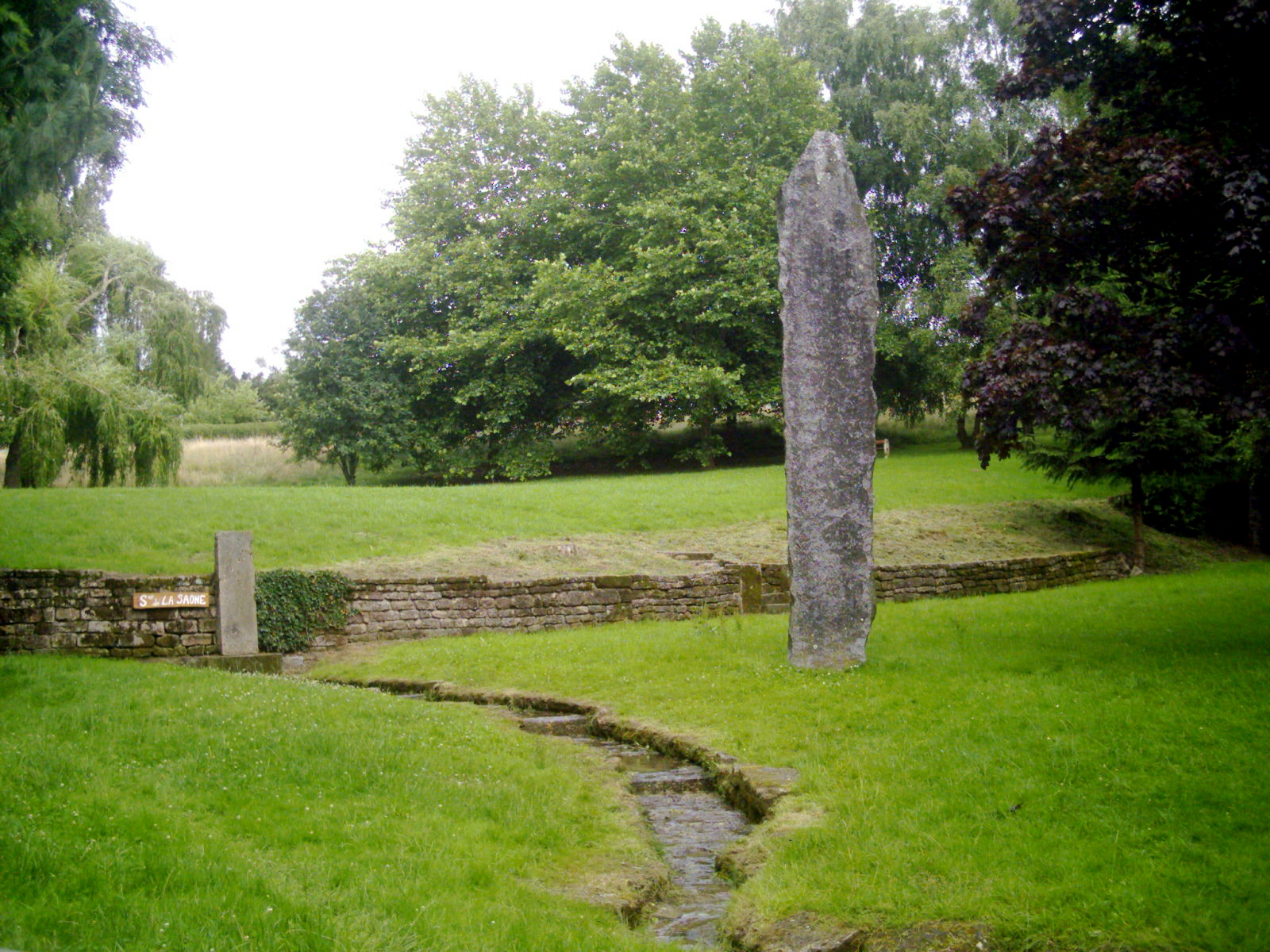
Nacimiento del río Saona en Vioménil.

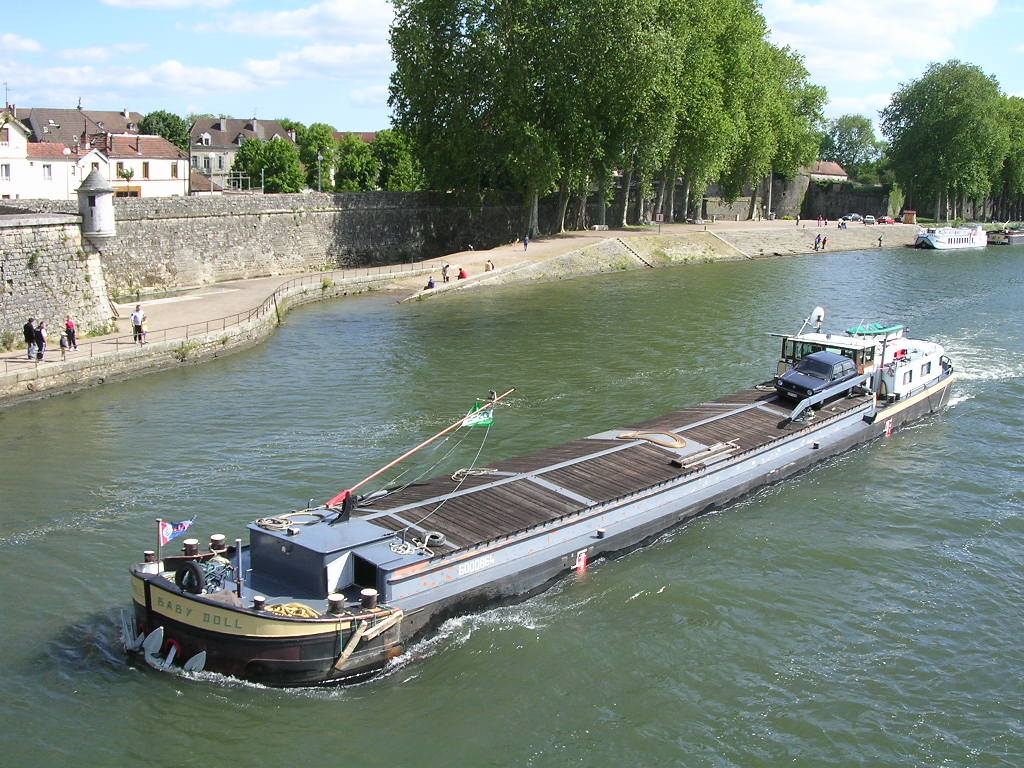
Vista del Saona a su paso por Auxonne, región de Borgoña.

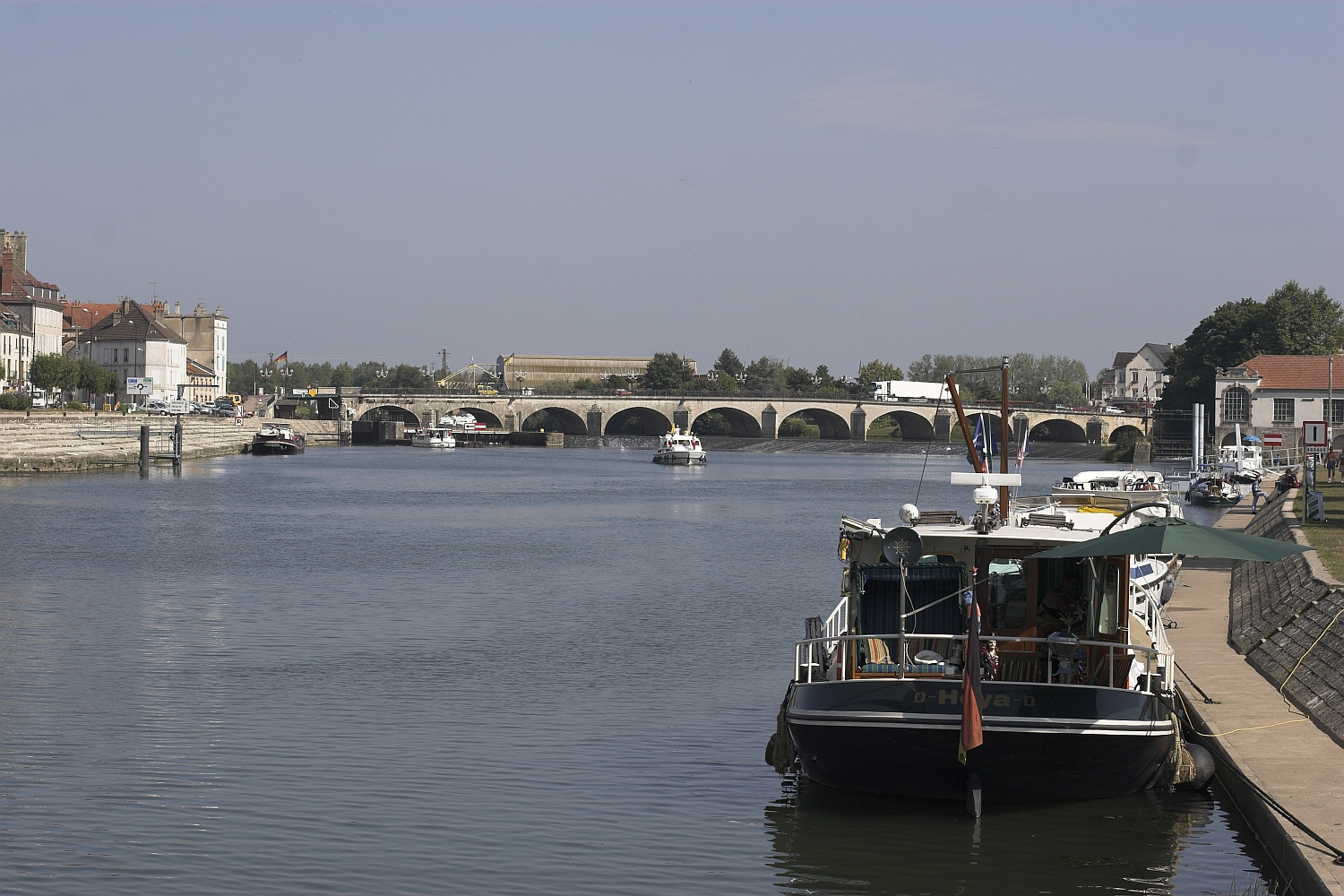
El Saona en Gray.

El río Saona pasa por muchas ciudades y localidades a lo largo de su curso. Las principales son las siguientes, en dirección aguas abajo:
- Vosgos: Darney, Monthureux-sur-Saône y Châtillon-sur-Saône.
- Haute-Saône: Jonvelle, Corre, Jussey, Port-sur-Saône, Scey-sur-Saône y Gray.
- Côte-d'Or: Auxonne, Saint-Jean-de-Losne y Seurre.
- Saona y Loira: Verdun-sur-le-Doubs, Chalon-sur-Saône, Tournus, Mâcon y Crêches-sur-Saône.
- Ain: Thoissey, Jassans-Riottier y Trévoux.
- Ródano: Belleville, Villefranche-sur-Saône y Anse.
- Metrópoli de Lyon: Neuville-sur-Saône, Caluire-et-Cuire y Lyon.

La principal de todas las ciudades es Lyon (506 615 hab. en 2014), la tercera ciudad en importancia de Francia.

## Hidrología

### El pequeño Saona
El pequeño Saona tiene un régimen pluvial (a veces influenciado por la nieve) con una fuerte influencia oceánica. Los suelos poco propicios a la infiltración se saturan muy pronto y favorecen el aumento del caudal.
Tan pronto como aumenta y después de haber recibido las aguas del Lanterne, el Saona se convierte en un río poderoso.
El caudal medio interanual del Saona es registrado desde 1964 por la estación hidrológica de Ray-sur-Saône, localidad situada a una treintena de kilómetros después de la confluencia con el Lanterne, entre Port-sur-Saône y Gray.
Es del 59,7 m³/s por una superficie de cuenca de 3 740 km² (cuenca superior del pequeño Saona), con un máximo anual del 64,5 y un mínimo del 54,8.
El río presenta fluctuaciones de caudal dependiendo de la estación, con crecidas en invierno de 84 a 108³ de diciembre a marzo incluidos, y de bajadas de caudal en verano, en julio-agosto-septiembre, con una bajada que llega al 16,9 m³ en el mes de agosto.

### El gran Saona
El gran Saona se forma por la unión del río Doubs y del Saona en Verdun-sur-le-Doubs. El Doubs aporta una media interanual de 175 m³ de agua por segundo, mientras que el Saona aporta 160 m³.
El gran Saona sólo recibe pequeños afluentes que modifican poco el régimen hidrológico y particularmente las crecidas. El gran Saona transcurre por una gran y ancha llanura (hasta 3 km de anchura) hasta la entrada en Lyon, por la depresión de un antiguo lago. La pendiente es muy débil y sin los acondicionamientos hidráulicos para garantizar hasta el norte de Chalon un canal de navegación profundo, los desbordamientos serían más frecuentes.
En la estación hidrológica de Couzon-au-Mont-d'Or a la entrada de la aglomeración lionesa, las observaciones realizadas desde 1969 hasta 1986 han mostrado un caudal medio interanual de 473 m³/s, con un caudal de crecida centenario de 3 180 m³.
Caudal medio mensual (en m³/s) medido en la estación hidrológica de Couzon-au-Mont-d'Or - datos calculados sobre 16 años
En total, el caudal medio en Lyon es de 475 m³/s con un mínimo en agosto de 153 m³/s y un máximo en febrero de 954 m³

## Navegación
El Saona se considera navegable desde Corre al norte de Alto Saona, en la desembocadura del río Côney, hasta su confluencia con el Ródano en la Mulatière, en Lyon, en total 365 km, de los cuales 167 con gran gálibo europeo desde Verdun-sur-le-Doubs hasta Lyon.
Está unido con el Loira mediante el Canal del Centro, al Yonne por el Canal del Marne al Saona, al Meuse por el Canal del Este y al Rin por el canal Canal del Ródano al Rin. Todos estos canales tienen un gálibo Freycinet.
Navegables también, se unen al Saona gracias al pequeño Canal del Puente de Vaux (3 km), 40 km son navegables hasta Louhans y la parte inferior de Doubs. Los tres son rutas navegables sin salida.

## Crecidas históricas
- La crecida del año 580 en Lyon.
- La crecida de noviembre de 1840, con un caudal estimado de 4000m3/s, destruyó numerosos edificios a lo largo del valle del Saona. Todavía se conservan placas que marcan el nivel de esta gran crecida en los pueblos afectados.
- Las fuertes crecidas de los últimos cincuenta años: enero de 1955, marzo de 1970, diciembre de 1981 y 1982, mayo de 1983, marzo de 2001 y 2006.

## Principales afluentes
| - el Ourche (iz) 13,3 km - el Mause o el Gras (dr) 16,7 km - el Apance (dr) 34,4 km - el Côney (iz) 55,2 km - el Amance (dr) 47 km - el Ougeotte (dr) 27,3 km - el Superbe (iz) 25 km - el Lanterne (iz) 64,3 km - el Scyotte (iz) 15 km - el Durgeon (iz) 42,4 km - el Romaine (iz) 25,5 km - el Gourgeonne (dr) 27 km - el Vannon (dr) 19,6 km | - el Salon (dr) 71,6 km - el Morthe o Morte (iz) 24 km - el Écoulottes (dr) 15,7 km - el Tenise (iz) 18,5 km - el Vingeanne (dr) 93,3 km - el Ognon (iz) 213,6 km - el Bèze (dr) 31,2 km - el Tille (dr) 82,7 km - el Ouche (dr) 95,4 km - el Vouge (dr) 33 km - el Doubs (iz) 452,8 km - el Dheune (dr) 66,7 km - el Vandaine o el Reuil (dr) 17,7 km | - el Thalie (dr) 21,7 km - el Cosne d'Epinossous (iz) 21,7 km - el Cosne (iz) 12,4 km - el Corne (dr) 19,7 km - el Grosne (dr) 96,7 km - el Tenarre (iz)26 km - el Natouze (dr) 16,5 km - el Seille (iz)100 km - el Bourbonne (dr) 13,6 km - el Reyssouze (iz) 75,1 km - el Mouge (dr) 20,1 km - el Veyle (iz) 66,8 km | - el Petite Grosne (dr) 25,6 km - el Arlois (dr) 11,2 km - el Mauvaise (dr) 16,6 km - el Douby (dr) 12,6 km - el Chalaronne (iz)52,3 km - el Ardière (dr) 30 km - el Vauxonne (dr) 18,8 km - el Mâtre (iz) 10,6 km - el Marverand (dr) 13,9 km - el Nizerand (dr) 16,6 km - el Morgon (dr) 15,7 km - el Azergues (dr) 61,9 km - el Formans (iz) 16,9 km - el Avanon (iz) 8,07 km. |